# Feminismo y nacionalismo en el tercer mundo
Feminismo y nacionalismo en el tercer mundo es un libro de 1986 escrito por la historiadora de Sri Lanka, Kumari Jayawardena, considerado clave en el ámbito del feminismo del tercer mundo y el feminismo poscolonial.
Jayawardena reconstruye la historia de los derechos de la mujer en Asia y Oriente medio desde los años 1800 hasta 1980 enfocando en países como Egipto, Turquía, Irán, India, Sri Lanka, China, Indonesia, Vietnam, Japón, Corea, y Filipinas.
Su estudio muestra como el feminismo no era una ideología extranjera impuesta a los países del tercer mundo, sino que las mujeres en Asia luchaban por la igualdad de derechos y contra la subordinación de la mujer al hombre en el ámbito doméstico y social en general.
El libro fue elegido para el Premio Feminist Fortnight en 1986 y citado por la revista Ms. en 1992 como uno de los veinte libros más importantes sobre feminismo entre 1970-1990, décadas consideradas "feministas". El libro fue reeditado por la editorial londinense Verso Books, en 2017.
Jayawardena ha escrito además otros libros como El crecimiento del movimiento de los trabajadores en Ceilán y Embodied Violence: Communalising Women's Sexuality in South Asia. (Coeditado con Malathi de Alwis).